# Živko Vangelov
Živko Atanasov Vangelov (Живко Атанасов Вангелов; * 7. července 1960 Nova Zagora, Bulharsko) je bulharský zápasník, reprezentant v zápase řecko-římském. V roce 1988 na olympijských hrách v Soulu vybojoval v kategorii do 62 kg stříbrnou medaili. V roce 1985 a 1987 vybojoval 1. a v roce 1983 3. místo na mistrovství světa. V roce 1983 a 1987 se stal mistrem Evropy. Vše v kategorii do 62 kg.